# Tombe delle First Lady degli Stati Uniti d'America
Questo è l'elenco dei luoghi di sepoltura delle First lady degli Stati Uniti d'America.

## First Lady degli Stati Uniti d'America
| N° | First Lady                                                                                  | Immagine della First Lady                       | Luogo di sepoltura                                                                    | Immagine della tomba | Presidente             |
| -- | ------------------------------------------------------------------------------------------- | ----------------------------------------------- | ------------------------------------------------------------------------------------- | -------------------- | ---------------------- |
| 1  | Martha Washington (1731-1802) First Lady degli Stati Uniti d'America (1789-1797)            |                                                 | Mount Vernon Contea di Fairfax Virginia USA                                           |                      | George Washington      |
| 2  | Abigail Adams (1744-1818) First Lady degli Stati Uniti d'America (1797-1801)                |                                                 | United First Parish Church Quincy Massachusetts USA                                   |                      | John Adams             |
| 3  | Martha Jefferson Randolph (1772-1836) First Lady degli Stati Uniti d'America (1801-1809)    |                                                 | Monticello Cemetery Monticello Virginia USA                                           |                      | Thomas Jefferson       |
| 4  | Dolley Madison (1768-1849) First Lady degli Stati Uniti d'America (1809-1817)               |                                                 | Cimitero del Congresso Washington USA (Sepoltura iniziale)                            | N.D.                 | James Madison          |
| 4  | Dolley Madison (1768-1849) First Lady degli Stati Uniti d'America (1809-1817)               | Madison Family Cemetery Montpelier Virginia USA |                                                                                       |                      | James Madison          |
| 5  | Elizabeth Monroe (1768-1830) First Lady degli Stati Uniti d'America (1817-1825)             |                                                 | Oak Hill Aldie Virginia USA (Sepoltura iniziale)                                      | N.D.                 | James Monroe           |
| 5  | Elizabeth Monroe (1768-1830) First Lady degli Stati Uniti d'America (1817-1825)             | Hollywood Cemetery Richmond Virginia USA        |                                                                                       |                      | James Monroe           |
| 6  | Louisa Adams (1775-1852) First Lady degli Stati Uniti d'America (1825-1829)                 |                                                 | United First Parish Church Quincy Massachusetts USA                                   |                      | John Quincy Adams      |
| 7  | Emily Donelson (1807-1836) First Lady degli Stati Uniti d'America (1829-1836)               |                                                 | Luogo sconosciuto                                                                     |                      | Andrew Jackson         |
| 8  | Sarah Jackson (1803-1887) First Lady degli Stati Uniti d'America (1834-1837)                |                                                 | Luogo sconosciuto                                                                     |                      | Andrew Jackson         |
| 9  | Angelica Singleton Van Buren (1818-1877) First Lady degli Stati Uniti d'America (1839-1841) |                                                 | Woodlawn Cemetery New York USA                                                        |                      | Martin Van Buren       |
| 10 | Anna Harrison (1775-1864) First Lady degli Stati Uniti d'America (1841)                     |                                                 | William Henry Harrison Tomb State Memorial North Bend Ohio USA                        |                      | William Henry Harrison |
| 11 | Jane Harrison (1804-1847) First Lady degli Stati Uniti d'America (facente funzioni) (1841)  |                                                 | Luogo sconosciuto                                                                     |                      | William Henry Harrison |
| 12 | Letitia Tyler (1790-1842) First Lady degli Stati Uniti d'America (1841-1842)                |                                                 | Cedar Grove Plantation Cemetery Contea di New Kent Virginia USA                       |                      | John Tyler             |
| 13 | Priscilla Tyler (1816-1889) First Lady degli Stati Uniti d'America (1842-1844)              |                                                 | Luogo sconosciuto                                                                     |                      | John Tyler             |
| 14 | Julia Tyler (1820-1889) First Lady degli Stati Uniti d'America (1844-1845)                  |                                                 | Hollywood Cemetery Richmond Virginia USA                                              |                      | John Tyler             |
| 15 | Sarah Polk (1803-1891) First Lady degli Stati Uniti d'America (1845-1849)                   |                                                 | Polk Place Nashville Tennessee USA (Sepoltura iniziale)                               | N.D.                 | James K. Polk          |
| 15 | Sarah Polk (1803-1891) First Lady degli Stati Uniti d'America (1845-1849)                   | Tennessee State Capitol Nashville Tennessee USA |                                                                                       |                      | James K. Polk          |
| 16 | Margaret Taylor (1788-1852) First Lady degli Stati Uniti d'America (1849-1850)              |                                                 | Zachary Taylor National Cemetery Louisville Kentucky USA                              |                      | Zachary Taylor         |
| 17 | Abigail Fillmore (1798-1853) First Lady degli Stati Uniti d'America (1850-1853)             |                                                 | Forest Lawn Cemetery Buffalo New York USA                                             |                      | Millard Fillmore       |
| 18 | Jane Pierce (1806-1863) First Lady degli Stati Uniti d'America (1853-1857)                  |                                                 | Old North Cemetery Concord New Hampshire USA                                          |                      | Franklin Pierce        |
| 19 | Harriet Lane (1830-1903) First Lady degli Stati Uniti d'America (1857-1861)                 |                                                 | Green Mount Cemetery Baltimora Maryland USA                                           |                      | James Buchanan         |
| 20 | Mary Lincoln (1818-1882) First Lady degli Stati Uniti d'America (1861-1865)                 |                                                 | Tomba di Lincoln Oak Ridge Cemetery Springfield, Illinois USA                         |                      | Abraham Lincoln        |
| 21 | Eliza Johnson (1810-1876) First Lady degli Stati Uniti d'America (1865-1869)                |                                                 | Andrew Johnson National Cemetery Greeneville Tennessee USA                            |                      | Andrew Johnson         |
| 22 | Julia Grant (1826-1902) First Lady degli Stati Uniti d'America (1869-1877)                  |                                                 | General Grant National Memorial New York USA                                          |                      | Ulysses S. Grant       |
| 23 | Lucy Hayes (1831-1889) First Lady degli Stati Uniti d'America (1877-1881)                   |                                                 | Oakwood Cemetery Fremont Ohio USA (Sepoltura iniziale)                                | N.D.                 | Rutherford B. Hayes    |
| 23 | Lucy Hayes (1831-1889) First Lady degli Stati Uniti d'America (1877-1881)                   | Spiegel Grove Fremont Ohio USA                  |                                                                                       |                      | Rutherford B. Hayes    |
| 24 | Lucretia Garfield (1832-1918) First Lady degli Stati Uniti d'America (1881)                 |                                                 | James A. Garfield Memorial Lake View Cemetery Cleveland Ohio USA                      |                      | James A. Garfield      |
| 25 | Mary McElroy (1841-1917) First Lady degli Stati Uniti d'America (1881-1885)                 |                                                 | Albany Rural Cemetery Menands New York USA                                            |                      | Chester A. Arthur      |
| 26 | Rose Cleveland (1846-1918) First Lady degli Stati Uniti d'America (1885-1886)               |                                                 | Cimitero anglicano Bagni di Lucca Italia                                              |                      | Grover Cleveland       |
| 27 | Frances Cleveland (1864-1947) First Lady degli Stati Uniti d'America (1886-1889)            |                                                 | Princeton Cemetery Princeton New Jersey USA                                           |                      | Grover Cleveland       |
| 28 | Caroline Harrison (1832-1892) First Lady degli Stati Uniti d'America (1889-1892)            |                                                 | Crown Hill Cemetery Indianapolis Indiana USA                                          |                      | Benjamin Harrison      |
| 29 | Mary Harrison McKee (1858-1930) First Lady degli Stati Uniti d'America (1892-1893)          |                                                 | Crown Hill Cemetery Indianapolis Indiana USA                                          |                      | Benjamin Harrison      |
| 30 | Frances Cleveland (1864-1947) First Lady degli Stati Uniti d'America (1893-1897)            |                                                 | Princeton Cemetery Princeton New Jersey USA                                           |                      | Grover Cleveland       |
| 31 | Ida McKinley (1847-1907) First Lady degli Stati Uniti d'America (1897-1901)                 |                                                 | McKinley National Memorial Canton Ohio USA                                            |                      | William McKinley       |
| 32 | Edith Roosevelt (1861-1948) First Lady degli Stati Uniti d'America (1901-1909)              |                                                 | Youngs Memorial Cemetery Oyster Bay New York USA                                      |                      | Theodore Roosevelt     |
| 33 | Helen Taft (1861-1943) First Lady degli Stati Uniti d'America (1909-1913)                   |                                                 | Cimitero nazionale di Arlington Arlington Virginia USA                                |                      | William Howard Taft    |
| 34 | Ellen Wilson (1860-1914) First Lady degli Stati Uniti d'America (1913-1914)                 |                                                 | Myrtle Hill Cemetery Rome Georgia USA                                                 |                      | Woodrow Wilson         |
| 35 | Margaret Wilson (1886-1944) First Lady degli Stati Uniti d'America (1914-1915)              |                                                 | Pondicherry India                                                                     |                      | Woodrow Wilson         |
| 36 | Edith Wilson (1872-1961) First Lady degli Stati Uniti d'America (1915-1921)                 |                                                 | Cattedrale dei Santi Pietro e Paolo Washington USA                                    |                      | Woodrow Wilson         |
| 37 | Florence Harding (1860-1924) First Lady degli Stati Uniti d'America (1921-1923)             |                                                 | Tomba di Harding Marion Ohio USA                                                      |                      | Warren G. Harding      |
| 38 | Grace Coolidge (1879-1957) First Lady degli Stati Uniti d'America (1923-1929)               |                                                 | Plymouth Notch Cemetery Plymouth Notch Vermont USA                                    |                      | Calvin Coolidge        |
| 39 | Lou Hoover (1874-1944) First Lady degli Stati Uniti d'America (1929-1933)                   |                                                 | Herbert Hoover Presidential Library and Museum West Branch Iowa USA                   |                      | Herbert Hoover         |
| 40 | Eleanor Roosevelt (1884-1962) First Lady degli Stati Uniti d'America (1933-1945)            |                                                 | Springwood Hyde Park New York USA                                                     |                      | Franklin D. Roosevelt  |
| 41 | Elizabeth "Bess" Truman (1885-1982) First Lady degli Stati Uniti d'America (1945-1953)      |                                                 | Harry S. Truman Presidential Library and Museum Independence Missouri USA             |                      | Harry S. Truman        |
| 42 | Mary "Mamie" Eisenhower (1896-1979) First Lady degli Stati Uniti d'America (1953-1961)      |                                                 | Dwight D. Eisenhower Presidential Library, Museum and Boyhood Home Abilene Kansas USA |                      | Dwight D. Eisenhower   |
| 43 | Jacqueline "Jackie" Kennedy (1929-1994) First Lady degli Stati Uniti d'America (1961-1963)  |                                                 | Cimitero nazionale di Arlington Arlington Virginia USA                                |                      | John F. Kennedy        |
| 44 | Claudia "Lady Bird" Johnson (1912-2007) First Lady degli Stati Uniti d'America (1963-1969)  |                                                 | Johnson Family Cemetery Stonewall Texas USA                                           |                      | Lyndon B. Johnson      |
| 45 | Thelma "Pat" Nixon (1912-1993) First Lady degli Stati Uniti d'America (1969-1974)           |                                                 | Richard Nixon Presidential Library and Museum Yorba Linda California USA              |                      | Richard Nixon          |
| 46 | Elizabeth "Betty" Ford (1918-2011) First Lady degli Stati Uniti d'America (1974-1977)       |                                                 | Gerald R. Ford Presidential Museum Grand Rapids Michigan USA                          |                      | Gerald Ford            |
| 47 | Rosalynn Carter (1927-2023) First Lady degli Stati Uniti d'America (1977-1981)              |                                                 | 209 Woodland Drive Plains Georgia USA                                                 |                      | Jimmy Carter           |
| 48 | Nancy Reagan (1921-2016) First Lady degli Stati Uniti d'America (1981-1989)                 |                                                 | Ronald Reagan Presidential Library Simi Valley California USA                         |                      | Ronald Reagan          |
| 49 | Barbara Bush (1925-2018) First Lady degli Stati Uniti d'America (1989-1993)                 |                                                 | George H.W. Bush Presidential Library and Museum College Station Texas USA            |                      | George H. W. Bush      |